# ديفيد ورث
ديفيد ورث (بالإنجليزية: David Worth)‏ هو مصور سينمائي ومخرج أمريكي، ولد في القرن العشرين في الولايات المتحدة.

## وصلات خارجية
- ديفيد ورث على موقع IMDb (الإنجليزية)
- ديفيد ورث على موقع ألو سيني (الفرنسية)
- ديفيد ورث على موقع أول موفي (الإنجليزية)
- ديفيد ورث على موقع قاعدة بيانات الأفلام السويدية (السويدية)
- ديفيد ورث على موقع قاعدة بيانات الفيلم (الإنجليزية)
- ديفيد ورث على موقع كينوبويسك (الروسية)